# Schwimmsteg
Als Schwimmsteg bezeichnet man einen auf dem Wasser schwimmenden Bootssteg, der mit einem oder mehreren Auftriebskörpern versehen ist.
Schwimmstege sind von Schwimmanlegern zu unterscheiden. Ein Schwimmanleger besteht aus einem schwimmenden Ponton. Häufig dient ein Steg als Verbindung zwischen dem Ponton und dem Ufer, dieser Steg schwimmt jedoch nicht auf dem Wasser.

## Funktion

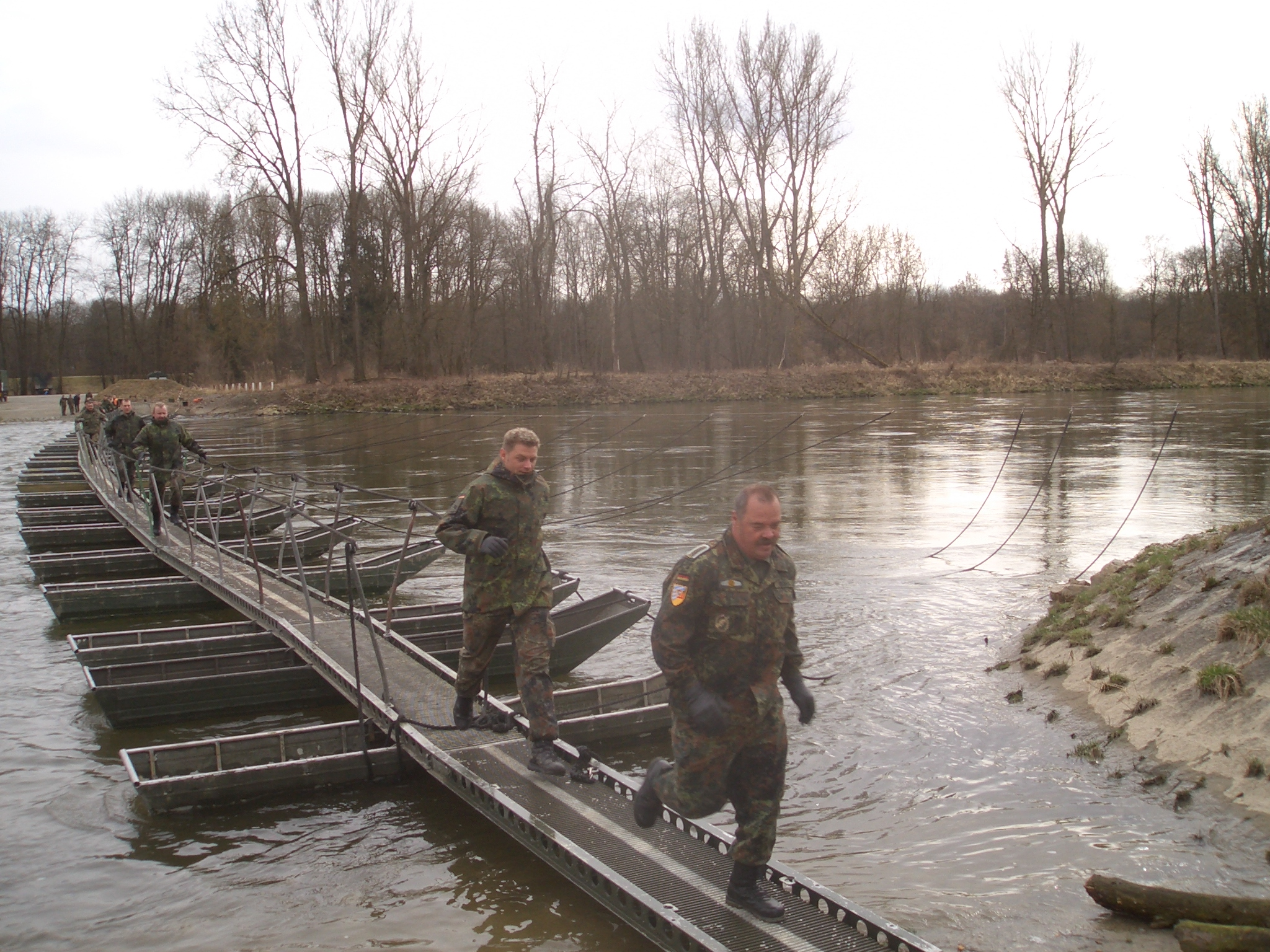
Soldaten überwinden die Donau mit Hilfe eines Schützenschwimmsteges

Schwimmstege dienen in Tiden-Gewässern als wasserstandsunabhängige Anlegestelle.
In Sportboothäfen (Marina) dienen sie zur Unterteilung der Wasserfläche und zur Nutzung für möglichst viele Liegeplätze.
Ein Schützenschwimmsteg dient Soldaten zur Überwindung von Gewässern.

## Konstruktion
Die Schwimmkörper können aus Beton, Stahl, Aluminium oder Kunststoff bestehen.
Der Gehbelag für Schwimmstege kann zum Beispiel aus Holzbrettern, Kunststoffbohlen, GFK-Platten, Gitterrosten oder Blechprofilen gefertigt werden. Schwimmstege mit Schwimmkörpern aus Aluminium und Kunststoff haben häufig eine Unterkonstruktion für die Befestigung des Gehbelages. Bei Schwimmkörpern aus Beton oder Stahl kann der Schwimmkörper gleichzeitig den Gehbelag darstellen.
Schwimmstege werden zwischen Pfählen montiert, oder mit Ketten am Grund verankert und verspannt.

## Konstruktive Variante
Ruderstege sind Schwimmstegkonstruktionen, deren Freibordhöhe auf die tiefer liegenden Ruder- und Kanuboote angepasst wurde. Im Allgemeinen werden Ruderstege als Schwimmstege mit einer Freibordhöhe von 18–20 cm gefertigt. Durch diese konstruktive Veränderung können die Ruderer ihre Boote leichter verlassen. Zusätzlich können Ausstiegshilfen zum Einsatz kommen, um das Verlassen der Boote zu unterstützen.

## Anlegen
Je nach Ausführung der Schwimmstege wird daran unterschiedlich festgemacht. Die üblichen Varianten sind im Artikel Marina beschrieben.